# All Tomorrow’s Parties
«All Tomorrow’s Parties» — песня арт-рок-группы The Velvet Underground с их дебютного альбома, вышедшая как первый их сингл; одна из 3 песен с альбома, исполненных Нико. Первая известная запись песни относится к 1965 году. В студийной версии песни одну из главенствующих ролей играет подготовленное фортепиано Джона Кейла; на ней также представлена нестандартно настроенная гитара Лу Рида (см. Ostrich guitar). На The Velvet Underground and Nico вошла полная версия песни, длительностью ровно 6 мин.; для выпуска сингла она была сокращена до 2:49. На стороне «Б» этого сингла располагается ещё одна песня, спетая Нико — «I’ll Be Your Mirror».
Известно, что эта песня, источником вдохновения для написания которой были наблюдения Рида за жизнью «Фабрики» Энди Уорхола, стала у художника любимой.

## В культуре
- Кавер-версии этой песни записывали такие исполнители, как Bauhaus, Japan, Siouxsie and the Banshees, Nick Cave and the Bad Seeds, Deerhoof, Rasputina, Брайан Ферри, Джефф Бакли и другие. Кроме того, и Лу Рид, и Нико перезаписывали её для своих сольных альбомов.
- В честь этой песни назван известный инди-рок-фестиваль.
- По этой песне назван роман Уильяма Гибсона «Все вечеринки завтрашнего дня» (All Tomorrow’s Parties).
- «All Tomorrow’s Parties» — название фильма Ю Лик-вая, шедшего на Каннском кинофестивале 2003 в секции «Особый взгляд».
- All Tomorrow’s Parties — молодая российская инди-рок группа. Название является отсылкой к The Velvet Underground.
- All Tomorrow’s Parties — звучит в финальной сцене фильма «Повелители Салема». Режиссёр и сценарист картины — Роб Зомби